# Steve Arrington
Steve Arrington (* 5. März 1956 in Great Lakes, Illinois) ist ein US-amerikanischer Sänger, Songwriter und Schlagzeuger.
Arrington wuchs in Dayton im Bundesstaat Ohio auf. Mit zehn Jahren begann er, Schlagzeug zu spielen. Nach der Highschool lernte er bei Coke Escovedo, dem Onkel von Sheila E., Percussion und trat mit deren Band auf. Er schloss sich 1979 der Funkband Slave an. Nach seinem Ausstieg gründete er 1982 die Band Steve Arrington’s Hall of Fame. 1985 erschien unter dem Titel Dancin’ in the Key of Life sein Solodebüt. Mit der daraus ausgekoppelten Single Feel so Real erreichte er seinen größten Charterfolg in Deutschland und erreichte in Europa Platzierungen in den Top 20. Nach der zweiten weniger erfolgreichen Single Dancing in the Key of Life beendete er seine Musikkarriere.
Seit 1987 ist Steve Arrington Priester in Kettering, Ohio.